# Wladimir Iljitsch Afromejew
Wladimir Iljitsch Afromejew (russisch Владимир Ильич Афромеев; * 2. April 1954 in Tula) ist ein russischer Geschäftsmann, Schachspieler und -organisator. Er trägt den Titel eines FIDE-Meisters und ist seit dem Jahr 2000 auch Internationaler Schiedsrichter.

## Leben
Bemerkenswert ist seine Elo-Zahl von 2646, mit der er im Juli 2008 auf Platz 78 der Weltrangliste geführt wurde. Damit war er der einzige unter den 100 weltbesten Spielern, der nicht den Titel eines Großmeisters trug. Angesichts der Tatsache, dass Afromejew seine Erfolge in Turnieren erzielte, die er selbst organisiert hatte, wurde ihm von Großmeister Alexander Baburin vorgeworfen, betrogen zu haben. 2007 gewann Afromejew ein Turnier in seiner Heimatstadt Tula, an dem überwiegend völlig unbekannte Spieler teilnahmen, mit 13 Punkten aus 13 Partien. Der Schachjournalist Mark Crowther äußerte daraufhin in The Week in Chess Zweifel, ob die Elo-Zahl Afromejews rechtmäßig zustande gekommen sei. In einem Telefoninterview mit der New York Times erwiderte Afromejew auf die Kritik an seiner hohen Elo-Zahl, dass er aufgrund seines Reichtums viele Neider habe und wegen seiner Geschäftsbeziehungen zum russischen Verteidigungsministerium das Land nicht verlassen könne, um Turniere im Ausland zu spielen.